# Шарлаш
Шарлаш — посёлок в Катав-Ивановском районе Челябинской области России. Входит в Серпиевское сельское поселение.

## География
Расположен на границе с Башкортостаном. Через посёлок протекает река Бидюльга. В непосредственной близости проходят федеральная автодорога М-5 «Урал» и региональные автодороги 75К-055 Аша — Кропачёво — Шарлаш, 75К-117 Катав-Ивановск — Шарлаш.  Расстояние до районного центра города Катав-Ивановска 35 км.

## Население
| 2002 | 2010 |
| ---- | ---- |
| 138  | ↘88  |

Гендерный состав
По данным Всероссийской переписи, в 2010 году численность населения посёлка составляла 88 человек (42 мужчины и 46 женщин).

## Улицы
Уличная сеть посёлка состоит из 5 улиц.